# Obernburg am Main
Obernburg am Main est une ville de Bavière (Allemagne), située dans l'arrondissement de Miltenberg, dans le district de Basse-Franconie. Elle occupe le site d'un camp fortifié du limes de Germanie.